# Maria Magdalena i grottan

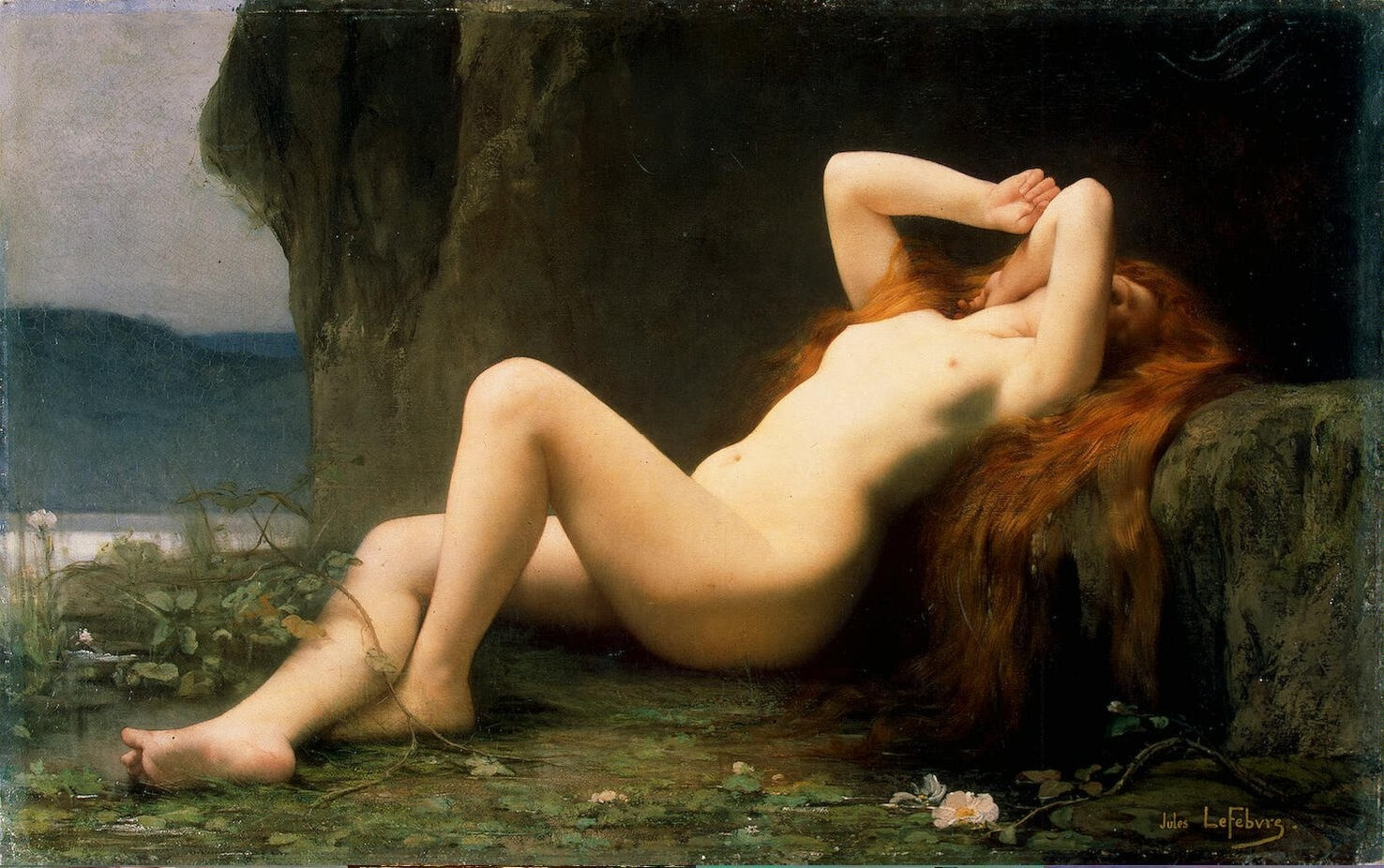
Maria Magdalena i grottan, målning av Jules Joseph Lefebvre (1836–1911)

Maria Magdalena i grottan är ett konstverk från 1876 av den franske konstnären Jules Joseph Lefebvre.